# 盐源蜂斗菜
盐源蜂斗菜（学名：Petasites versipilus），为菊科蜂斗菜属下的一个种。

## 扩展阅读
維基物種上的相關：盐源蜂斗菜